# 電影版妖怪手錶：光影之卷 鬼王的復活
《電影版妖怪手錶：光影之卷 鬼王的復活》（日语：映画 妖怪ウォッチ シャドウサイド 鬼王の復活）是《妖怪手錶》劇場版系列的第四部作品。《墓場鬼太郎》的角色也跨界出演電影中。日本於2017年12月16日上映。

## 配音員
| 角色名稱       | 配音員     | 配音員                | 配音員         |
| 角色名稱       | 日本       | 臺灣                  | 香港           |
| -------------- | ---------- | --------------------- | -------------- |
| 天野夏芽       | 上白石萌音 | 穆宣名                | 王綺婷         |
| 月浪冬馬       | 千葉雄大   | 鈕凱暘 連婉鈞（幼年） | 陳安瑩（幼年） |
| 有星秋紀       | 田村睦心   | 馮嘉德                | 姜嘉蕾         |
| 威斯帕         | 關智一     | 孟慶府                | 李家傑         |
| 吉胖喵         | 黑田崇矢   | 陳彥鈞                | 陳健豪         |
| 小石獅         | 平川大輔   | 張騰                  | 郭俊廷         |
| 三頭蛇（三吉） | 小野坂昌也 | 胡鎮璽                | 陳旭明         |
| 有星光江       | 真山亞子   | 崔幗夫                | 陳安瑩         |
| 閻魔大王       | 木村良平   | 陳彥鈞                | 簡懷甄         |
| 滑瓢           | 子安武人   | 張騰                  | 郭俊廷         |
| 蛇王凱拉       | 福山潤     | 胡鎮璽                | 杜景煜         |
| 鬼王羅仙       | 石塚運昇   | 胡鎮璽                | 高翰文         |
| 不動明王       | 津田健次郎 | 孟慶府                | 李家傑         |
| 弁慶           | 齊藤次郎   | 張騰                  |                |
| 五右衛門       | 三宅健太   | 孟慶府                |                |
| 鬼太郎         | 野澤雅子   | 馮嘉德                | 陳安瑩         |
| 眼珠老爹       | 島田敏     | 陳彥鈞                | 劉文光         |
| 鼠男           | 大塚明夫   | 孟慶府                | 郭俊廷         |
| 貓女           | 皆口裕子   | 連婉鈞                | 劉惠雲         |
| 撒砂婆婆       | 江森浩子   | 崔幗夫                | 姜嘉蕾         |
| 子泣爺爺       | 鹽屋浩三   | 張騰                  |                |
| 酒吞童子       | 遊佐浩二   | 陳彥鈞                | 杜景煜         |
| 洞潔           | 森川智之   | 孟慶府                |                |

## 票房
電影在上映首周时票房为3.99億日元。 在第二和第三周时居票房排行榜第二位。 时间截至至第八週时，电影總銷售額超過1,863,413,400日元。

## 其它

### BD/DVD
電影於2017年12月16日在日本上映，影片的DVD光盘于2018年7月4日發行。 

### 联动
早期預訂电影票可觀眾獲得Fudoh Myoh-Oh Amulet Card。 该卡片可与Nintendo 3DS，獲得游戏《妖怪手表 秘宝2》中的的特典。

## 音樂
- 主題曲「雪之日之再會（雪の日の再会）」
  - 作詞 - 高木貴司 / 作曲・編曲 - 菊谷知樹 - 日比野裕史 / 歌 -岡本幸太

- 片尾曲「妖怪體操第一 墓場鬼太郎Verson.（ようかい体操第一 ゲゲゲの鬼太郎Ver.）」
  - 作詞 - Lucky池田 & 高木貴司 / 作曲・編曲 - 菊谷知樹 / 歌 - King Cream Soda

## 外部連結
- 官方网站